# Calamaria ceramensis
Calamaria ceramensis — вид змій родини полозових (Colubridae). Ендемік Індонезії.

## Поширення і екологія
Calamaria ceramensis мешкають на островах Серам, Амбон і Сапаруа в групі Молуккських островів. Вони живуть в тропічних лісах і садах.